# Латвія та євро
Запровадження євро в Латвії випливає з Атенського договору 2003 року, який дозволив приєднання Латвії до Європейського Союзу 1 травня 2004 року. Валютою Латвії до введення євро був лат. Згідно з Атенським договором, нові члени Європейського Союзу «мають приєднатися до економічного та валютного союзу», що Латвія і зробила 1 січня 2014 року.
Латвія є членом економічного та валютного союзу Європейського Союзу (ЄВС) і спочатку планувала приєднатися до єврозони 1 січня 2008 року. У лютому 2012 року міністр фінансів Швеції Андерс Борг нагадав Латвії не відкладати цільову дату прийняття євро на 2014 рік, і парламент прийняв закон, що встановлює 1 січня 2014 року датою вступу в єврозону. 5 червня 2013 року Європейська Комісія підтверджує цю дату. 9 липня 2013 року міністри фінансів ЄС дозволили Латвії прийняти єврозони 1 січня 2014 року і зафіксували курс конвертації на рівні 0,702804 латів за євро.

## Членство в єврозоні
Валюта Латвії, лат, бере участь в ERM II з 2 травня 2005 року, і її обмінний курс до євро коливається на плюс-мінус 1%, 1 євро = 0,702804 LVL. Спочатку Латвія планувала прийняти євро 1 січня 2008 року, але це кілька разів відкладалося, але після виборів президента Латвії Андріса Берзіньша в 2011 році останній заявив, що прагне приєднатися до єврозони в 2014 році. «Особисто я дуже оптимістично налаштований, ми приєднаємось до єврозони 1 січня 2014 року.
31 січня 2013 року Сейм Латвії ухвалив закон, що передбачав вступ до єврозони 1 січня 2014 року.
Період попереднього завантаження євромонет починається 1 листопада 2013 року. Період попереднього завантаження починається 10 грудня, разом із доступністю «перших пакетів для монет євро» для широкої громадськості. Рахунки конвертуються в євро 1 січня 2014 року. З цього дня до 30 червня того ж року лати можна безкоштовно обміняти на банкноти євро в поштових відділеннях і банках. Подвійний обіг латів і євро припиняється 14 січня 2014 року, що робить банкноти і монети євро єдиним законним платіжним засобом з 15 січня 2014 року. Банкноти і монети латів можна обміняти в поштових відділеннях до 31 березня 2014 року і в банках до 30 червня 2014. Однак їх можна обміняти в Банку Латвії без обмеженого часу.

## Статус

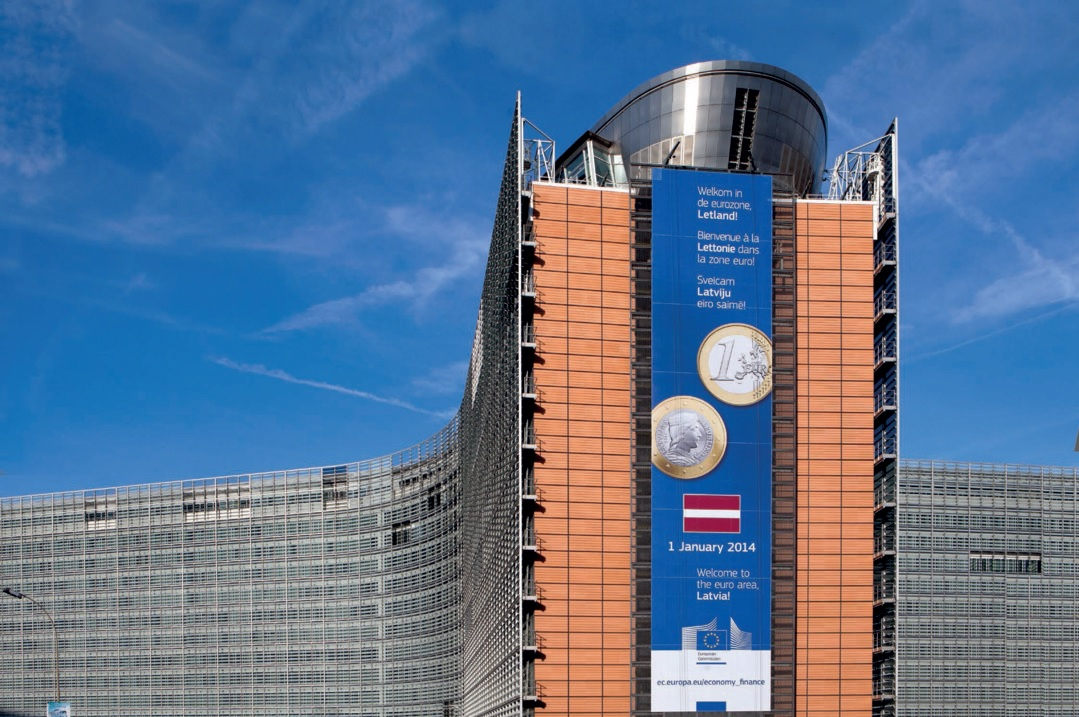
Плакат на честь вступу Латвії в зону євро на фасаді Європейської комісії.

Маастрихтська угода спочатку передбачає, що всі члени Європейського Союзу повинні будуть приєднатися до зони євро після досягнення критеріїв конвергенції. У травні 2012 року Латвія виконала 4 з 5 критеріїв. У січні 2013 року вона виконала їх усі, залишивши можливість інтеграції в січні 2014 року, зокрема, за умови, що процентні ставки не підвищаться. 5 червня 2013 року Європейська комісія опублікувала звіт про конвергенцію Латвії за 2013 рік і рекомендує інтеграцію країни в зону євро з 1 січня 2014 року, відповідно до латвійських прогнозів.

## Громадська думка
Громадська думка розділилася щодо прийняття євро. Відповідно до опитування, опублікованого в грудні 2012 року, 35 % латвійців виступають за прийняття єдиної валюти, з них лише 10 % якнайшвидше. 37 % виступити проти цього, і 28 % не мали думки щодо цього питання. Згідно з іншим опитуванням, проведеним банком DnB NOR, їх 50% висловитися за це, з них лише 8 % підтримки членства в єврозоні з 2014 року. Проти – 41% і 9 % не визначилися.